# Günter Reh
Günter Reh (* 9. Dezember 1928) ist ein ehemaliger deutscher Torwart, der in den 1950er-Jahren für Lokomotive Stendal in der DDR-Oberliga, der höchsten Spielklasse im DDR-Fußball, aktiv war.

## Sportliche Laufbahn
Im Alter von 21 Jahren wurde Günter Reh zur Saison 1950/51 in den Kader der Oberligamannschaft der Betriebssportgemeinschaft (BSG) Lokomotive Stendal aufgenommen und war zunächst als zweiter Torwart hinter Heinz zur Hose vorgesehen. So wurde Reh bis zum 24. Spieltag nur sporadisch aufgeboten und kam lediglich auf neun Einsätze. Erst danach stand er regelmäßig im Tor, sodass er schließlich 1950/51 auf 19 Oberligaspiele kam, während zur Hose insgesamt nur 15-mal im Tor stand. In den folgenden beiden Spielzeiten war Reh unangefochten 1. Torwart der Stendaler und fehlte bei 68 Punktspielen nur in elf Partien. In der Rückrunde der Saison 1953/54 war Reh längerer Zeit verletzt und kam bei 28 Punktspielen nur 16-mal zum Einsatz. Am Saisonende stand Lok Stendal als Oberligaabsteiger fest. Nur ein Jahr später schaffte die Lok-Mannschaft die Rückkehr in die Oberliga, wobei Reh diesmal alle 26 DDR-Liga-Spiele bestritt. Seinen Stammplatz behielt er auch in der Oberligasaison 1956 (Wechsel zum Kalenderjahr-Spielrhythmus) mit 20 Einsätzen bei 26 Punktspielen. Nach dem 18. Spieltag der Saison 1957 verletzte sich Reh erneut und konnte so nur 15-mal aufgeboten werden. Am Ende der Spielzeit musste Stendal wieder absteigen. Im Spieljahr 1958 konnte Reh nur noch die ersten drei Punktspiele in der DDR-Liga absolvieren und beendete danach seine Laufbahn als Fußballspieler. Anschließend wurde er Übungsleiter der Fußballmannschaft  der BSG Stahl in Tangerhütte in der fünftklassigen Bezirksklasse.